# Ichana
Ichana (Ἳχανα) è una città antica della Sicilia di non precisa collocazione, menzionata da Plinio il Vecchio e da Stefano di Bisanzio.
Stefano di Bisanzio si limita a dire che il nome della città viene dal verbo ἰχανᾶν, che vuol dire "desiderare ardentemente", in quanto i Siracusani si sono spesso adoperati, molte volte per la sua conquista.
Dunque doveva trattarsi di una città molto prospera e ambita, visto che la polis di Siracusa la ribattezzò in quel modo. La sua ricchezza è confermata dal fatto, che quando la Sicilia diventa provincia romana, Ichana è fra le civitates stipendiariae, come descrive Plinio il Vecchio.
Cluverius, Holm, Houel hanno provato a collocarla geograficamente; Guillaume Delisle pubblica nel 1714 la Siciliae Antiquae quae et Sicania et Trinacria dicta, una mappa in cui compaiono le varie città della Sicilia antica, e Ichana (menzionata come Ichana seu Inacha) compare a nord dell'odierna Pachino.